# HOLD ME
『HOLD ME』（ホールド・ミー）は、日本のロックバンド・ZARDが1992年9月2日にb.gramから発売した3枚目のオリジナルアルバムである。

## 内容
前作『もう探さない』から約9ヶ月ぶりに発売されたオリジナルアルバム。前作に引き続きバンド形態による作品にして最後の作品でもある。
ジャケットは西田幸樹が撮影している。寺尾広は後に今作と先行シングル「眠れない夜を抱いて」から、ZARDのイメージや方向性をサウンドとビジュアル両面において、当時のディレクターやスタッフみんなが共有できてきたと語っている。
シングル収録は1作品収録のみにも関わらず、アルバム曲でも根強く人気を誇る楽曲が多く、翌年の大ブレイクに繋がった作品となっている。
今作から6thアルバム『forever you』まで、ZARDの“Z”に“〜”（波線）が入るデザインのロゴが使用されている。

## チャート成績
本作は1992年9月14日付けのオリコンチャートにて最高位2位となり、売り上げ枚数は同年11月23日付けで51.9万枚となった。
先行シングル「眠れない夜を抱いて」のヒットとの相乗効果も相まってアルバムとしては初のトップ10入りとなり、シングル・アルバム通じて初のトップ3入りを果たした。本作発売の約5ヶ月後に6thシングル「負けないで」がヒットし、約10ヶ月に次作「揺れる想い」が大ヒットしたため、本作は同チャートの登場回数が71回におよぶロングセラーとなり、発売から約1年後にミリオンセラーを達成、最終的な売り上げ枚数は106.5万枚となった。
本作からベスト・アルバム『ZARD BEST 〜Request Memorial〜』（1999年）まで9作連続のミリオンセラーを記録し歴代1位となった。

## 収録曲
| 全作詞: 坂井泉水。 |                                  |           |            |                    |      |
| #                  | タイトル                         | 作詞      | 作曲       | 編曲               | 時間 |
| 1.                 | 「眠れない夜を抱いて」           | 坂井泉水  | 織田哲郎   | 明石昌夫・池田大介 | 4:25 |
| 2.                 | 「誰かが待ってる」               | 坂井泉水  | 栗林誠一郎 | 明石昌夫           | 3:53 |
| 3.                 | 「サヨナラ言えなくて」           | 坂井泉水  | 栗林誠一郎 | 池田大介           | 4:00 |
| 4.                 | 「あの微笑みを忘れないで」       | 坂井泉水  | 川島だりあ | 明石昌夫           | 4:24 |
| 5.                 | 「好きなように踊りたいの」       | 坂井泉水  | 和泉一弥   | 葉山たけし         | 4:21 |
| 6.                 | 「Dangerous Tonight」            | 坂井泉水  | 栗林誠一郎 | 明石昌夫           | 4:10 |
| 7.                 | 「こんなに愛しても」             | 坂井泉水  | 栗林誠一郎 | 明石昌夫           | 4:58 |
| 8.                 | 「Why Don't You Leave Me Alone」 | 坂井泉水  | 川島だりあ | 葉山たけし         | 3:20 |
| 9.                 | 「愛は眠ってる」                 | 坂井泉水  | 川島だりあ | 池田大介           | 3:37 |
| 10.                | 「遠い日のNostalgia」            | 坂井泉水  | 望月衛介   | 明石昌夫           | 5:46 |
| 11.                | 「So Together」                  | 坂井泉水  | 川島だりあ | 明石昌夫           | 5:01 |
| 合計時間:          | 合計時間:                        | 合計時間: | 合計時間:  | 47:55              |      |

## 楽曲解説
1. 眠れない夜を抱いて
  - 4thシングル。
2. 誰かが待ってる
  - 後に栗林がアルバム『遠く離れても』でセルフカバーをしている。
3. サヨナラ言えなくて
4. あの微笑みを忘れないで
  - ファンからの人気が非常に高い楽曲であり、これまでのファン投票ではアルバム曲では全て1位として収録されている（1999年発売『ZARD BEST 〜Request Memorial〜』投票5位、2008年発売『ZARD Request Best 〜beautiful memory〜』の投票1位、2025年発売『ZARD Best Request 〜35th Anniversary〜』の投票2位）
  - 坂井もこの曲の詞を気に入っており、1997年発売セレクションアルバム『ZARD BLEND〜SUN & STONE〜』発売時にはプロモーションビデオが作成され、2007年発売の『Soffio di vento 〜Best of IZUMI SAKAI Selection〜』にも収録されている。
  - 2012年発売『ZARD ALBUM COLLECTION 〜20th ANNIVERSARY〜』には葉山たけしによるリアレンジバージョン「あの微笑みを忘れないで (2012 Movie-theme ver.)」が収録されており、同年公開の映画『ウタヒメ 彼女たちのスモーク・オン・ザ・ウォーター』の主題歌に起用された。
  - オリジナルカラオケが、坂井逝去後の2017年2月8日に発売された隔週刊『ZARD CD＆DVD COLLECTION 第1号 負けないで』にて音源化された。
5. 好きなように踊りたいの
  - ファンからの人気が高い楽曲の一つ（1999年発売『ZARD BEST 〜Request Memorial〜』投票19位で未収録も、2025年発売『ZARD Best Request 〜35th Anniversary〜』投票22位で収録）
6. Dangerous Tonight
  - 4thシングルカップリング曲。
7. こんなに愛しても
  - 3rdシングル「もう探さない」のカップリング曲のアルバムバージョン。今作のタイトル「HOLD ME」は、この曲のサビ始まりのフレーズから引用されている。シングルバージョンとはミキシングが異なっており、イントロに雑踏のSE、間奏にサックスが追加され、アウトロがフェードアウトしないといった変更が施されている。
  - 1997年発売セレクションアルバム『ZARD BLEND〜SUN & STONE〜』では坂井の強い意向で更にリアレンジして最後に収録。
  - 1999年発売『ZARD BEST 〜Request Memorial〜』では投票50位で未収録も、2008年発売の『ZARD Request Best 〜beautiful memory〜』投票30位となり原曲が収録された。
  - 2016年発売『ZARD Forever Best 〜25th Anniversary〜』にも原曲が収録。
8. Why Don't You Leave Me Alone
9. 愛は眠ってる
10. 遠い日のNostalgia
  - ファンからの人気が高い楽曲の一つ（1999年発売『ZARD BEST 〜Request Memorial〜』では投票11位、2025年発売『ZARD Best Request 〜35th Anniversary〜』では投票10位、いずれも最後のサビがエディットでカットされたバージョンとして収録）。2007年発売『Soffio di vento 〜Best of IZUMI SAKAI Selection〜』にも上述のバージョンで収録されている。
  - 2012年発売『ZARD ALBUM COLLECTION 〜20th ANNIVERSARY〜』には葉山たけしによるリアレンジバージョン「遠い日のNostalgia (Acoustic arrange ver.)」が収録された。
  - オリジナル・カラオケが、坂井逝去後の2017年9月20日に発売された隔週刊『ZARD CD＆DVD COLLECTION 第16号 もう少し あと少し…』にて音源化された。
11. So Together
  - 2007年発売『Soffio di vento 〜Best of IZUMI SAKAI Selection〜』にも収録された。オリジナル・カラオケが、坂井逝去後の2018年4月18日に発売された隔週刊『ZARD CD＆DVD COLLECTION 第31号 あなたと共に生きてゆく』にて音源化された。

## 参加ミュージシャン
ZARD
- 坂井泉水：Vocal
- 町田文人：Guitar
- 星弘泰：Bass
- 道倉康介：Drums
- 池澤公隆：Keyboards

## タイアップ
- テレビ朝日系列ワイドショー『トゥナイト』エンディングテーマ (#1)
- テレビ朝日系列テレビドラマ『ラブストーリーを君に'92 ～眠れない夜を抱いて～』主題歌 (#1)
- 日本テレビ系列クイズ番組『マジカル頭脳パワー!!』エンディングテーマ (#2)
- フジテレビ系列金曜エンタテイメント『腕まくり看護婦物語』主題歌 (#4)